# (3332) Raksha
(3332) Raksha es un asteroide perteneciente al cinturón de asteroides, descubierto el 4 de julio de 1978 por la astrónoma soviética Liudmila Chernyj desde el Observatorio Astrofísico de Crimea (República de Crimea), Rusia).

## Designación y nombre
Designado provisionalmente como  1978 NT1. Fue nombrado Raksha en honor al pintor ruso Yuri Mijáilovich Raksha.